# کوین کلایس
کوین کلایس (انگلیسی: Kevin Claeys؛ زادهٔ ۲۶ مارس ۱۹۸۸ ‏(۳۶ سال)) دوچرخه‌سوار اهل بلژیک است.
از باشگاه‌هایی که در آن بازی کرده‌است می‌توان به لاندباوکردیت–کولناخو اشاره کرد.